# Hugh MacColl

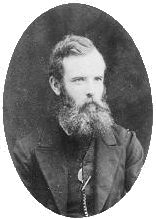
Hugh MacColl.

Hugh MacColl (1837-1909) fue un matemático escocés que se destacó en el campo de la lógica.

## Vida
MacColl era el hijo menor de una familia de montañeses pobres de las Tierras Altas Escocesas, hablantes del idioma gaélico. Su padre murió cuando Hugh aun era un niño y pudo educarse solo gracias a los esfuerzos de su hermano mayor, Malcolm MacColl, un clérigo anglicano, amigo político de William Ewart Gladstone. Conociendo cercanamente a Gladstone, Malcolm persuadió al político liberal de proporcionar los fondos para la educación de Hugh en Oxford se propuso enviarlo a St Edmund Hall. Sin embargo, Gladstone condicionó la ayuda a que Hugh se comprometiera a ordenarse como sacerdote de la Iglesia Anglicana. Hugh MacColl rechazó tal condición y como resultado no pudo estudiar nunca en una universidad, lo cual seguramente limitó sus contribuciones a la filosofía y evitó que obtuviera un cargo académico formal.
Después de trabajar en diferentes regiones de Gran Bretaña, MacColl se mudó a Boulogne-sur-Mer, Francia, donde desarrolló la mayor parte de su obra lógica y se hizo ciudadano francés.
MacColl publicó dos novelas, que incluyen elementos de ciencia ficción y revelan sus valores sociales y morales, a los que dio clara expresión en su obra de 1909, Man's Origin, Destiny, and Duty (Origen, destino y deberes del hombre), una apología del cristianismo.

## Contribuciones a la Lógica
Es conocido por sus tres principales realizaciones:
- Entre 1877 y 1879, mientras resolvía un problema relacionado con integrales, publicó un artículo en cuatro partes en que precisaba la primera variante conocida del cálculo proposicional, llamándola "cálculo de proposiciones equivalentes", anticipándose a la obra de Gottlob Frege Begriffschrifft. Luego publicó 11 artículos en Mind, entre 1880 y 1908 y además, el libro Lógica Simbólica y sus aplicaciones,[2] en un esfuerzo por atraer la atención de los filósofos por su trabajo.

- Clarence Lewis acredita la obra posterior de MacColl sobre la naturaleza de la implicación, como la fuentede sus ideas básicas y la que abrió el camino a la lógica modal.

- La obra de MacColl representsa uno de los primeros acercamientos al pluralismo lógico, que exploró las posibilidades logical modal, la lógica de ficciones, la lógica conectiva, la lógica polivalente y la lógica de la probabilidad.

MacColl no era una figura obscura en su época. Fue un colaborador regular de Educational Times. Mantuvo correspondencia con lógicos como William Stanley Jevons y Charles S. Peirce, así como con el joven Bertrand Russell. Revisó en 1898 la obra de Alfred North Whitehead Universal Algebra, para Mind.
No ha sido olvidado en la actualidad, por el contrario; en diciembre de 1999 el Nordic Journal of Philosophical Logic publicó las actas de la conferencia de estudiosos de MacColl, que se llevó a cabo en 1998. Hay un "Proyecto MacColl", desarrollado conjuntamente por la Universidad de Greifswald (Alemania) y la Universidad de Oslo (Noruega), el cual se propone publicar una edición crítica de sus obras completas. Además, el grupo de lógica y epistemología de la Universidad de Lille (Francia) ha desarrollado las propuestas de MacColl para una lógica libre dinámica.